# Бамиян
Бамян е провинция в централен Афганистан с площ 14 175 км² и население 387 300 души (2006). Административен център е град Бамян.

## Административно деление
Провинцията се поделя на 7 общини.